# Pedro de Ávila y Zumarán
Pedro de Ávila y Zumarán (Cenicero, 3 de setembre de 1842-novembre de 1924) va ser un enginyer forestal i botànic espanyol.
Va col·laborar en la redacció de la Flora forestal española de Máximo Laguna i va ser autor de Zoología descriptiva forestal (1898). Fou membre de la Comissió de la Flora Forestal Espanyola i vocal de la Junta de Colonització Interior.
Fou escollit membre de la Reial Acadèmia de Ciències Exactes, Físiques i Naturals cap a 1902, medalla 14, en substitució de Máximo Laguna y Villanueva, no va prendre possessió del càrrec fins al 9 de maig de 1915 amb el discurs D. Máximo Laguna y su obra científica; va ser succeït després de la seva mort per Pedro de Novo y Fernández Chicarro.